# Fédération interrégionale pour le livre et la lecture
 (juin 2017).
La Fédération interrégionale du livre et de la lecture (Fill) rassemble, au sein d'un réseau national, les structures régionales pour le livre (SRL) de l'ensemble du territoire français. 
Créée en 1985 sous l’intitulé Fédération française pour la coopération des bibliothèques (FFCB), elle a, à l’initiative de ses membres et notamment des structures régionales pour le livre, a changé de nom en mars 2006 pour devenir la Fill. Ce changement de nom traduit la place accrue des autres acteurs de la chaîne du livre (éditeurs, libraires) dans cette coopération. 

## Statut et missions
La Fédération est une association loi de 1901. Ses membres sont majoritairement des personnes morales, à l'exception des personnes qualifiées. Les structures régionales pour le livre en sont les principaux acteurs et se voient attribuer neuf places au conseil d'administration, contre deux pour chacun des quatre autres collèges : 
- collectivités territoriales,
- institutions nationales à vocation documentaire,
- associations professionnelles,
- des personnes qualifiées[1]

À la rencontre des politiques du livre des régions et territoires et de la politique menée par l’État, la Fill est un « espace d’observation, de débat, d’analyse, de proposition et d’action et offre des outils pour l’élaboration de politiques culturelles. »
La Fill encourage le dialogue entre différents acteurs du monde du livre, les pouvoirs publics et le grand public. Ses principaux objectifs sont le soutien aux acteurs économiques du livre en France (principalement éditeurs et libraires), la promotion du livre notamment dans la lutte contre illettrisme et l'action en direction de publics éloignés du livre, la valorisation de la création et du patrimoine. 

## Structures régionales
Les structures régionales pour le livre (SRL), créées à partir des années 1970, sont des organes de concertation et de coopération entre l’État, la région ou le territoire et d'autres collectivités territoriales afin de mettre en œuvre et d’ajuster les politiques publiques du livre et de la lecture sur le territoire. Elles sont également un lieu de coopération entre professionnels et de prospective pour le développement du livre et de la lecture. 
Elles travaillent au soutien de la création, à la promotion du livre et de ses acteurs dans chaque territoire et au-delà, de valorisation du patrimoine, d'observation des usages et de promotion de l'accès à la lecture. 
Elles organisent usuellement des formations et des rencontres professionnelles. Plusieurs structures organisent la présence d'acteurs locaux dans des évènements tels le Salon Livre Paris.
En 2018, on compte 15 structures régionales pour le livre, dont 13 sont membres de la Fill.
Parmi elles, le statut associatif prédomine. Les autres structures sont constituées sous forme d'établissement public de coopération culturelle (EPCC). Certaines de ces structures ont également pour mission d’œuvrer dans le domaine de l'audiovisuel. 
| Région ou territoire       | Nom de l'agence                                                      | Statut      | Site internet                                                  |
| -------------------------- | -------------------------------------------------------------------- | ----------- | -------------------------------------------------------------- |
| Bourgogne-Franche-Comté    | Agence Livre & Lecture Bourgogne-Franche-Comté                       | Association | http://www.crl-bourgogne.org http://www.livre-franchecomte.com |
| Bretagne                   | Livre et Lecture en Bretagne                                         | EPCC        | http://www.livrelecturebretagne.fr/                            |
| Centre-Val de Loire        | Ciclic (Livre, image, culture numérique en région Centre)            | EPCC        | http://ciclic.fr/                                              |
| Grand Est                  | Interbibly                                                           | Association | http://www.interbibly.fr                                       |
| Hauts-de-France            | Agence régionale du livre et de la lecture en Hauts-de-France (AR2L) | Association | http://www.ar2l-hdf.fr/index.php                               |
| Mayotte                    | Agence régionale du livre et de la lecture de Mayotte (ARLL)         | Association | -                                                              |
| Normandie                  | Normandie livre & lecture                                            | Association | https://www.normandielivre.fr/accueil                          |
| Nouvelle-Aquitaine         | Agence livre, cinéma & audiovisuel en Nouvelle-Aquitaine             | Association | http://alca-nouvelle-aquitaine.fr/                             |
| Nouvelle-Calédonie         | Maison du livre de la Nouvelle-Calédonie                             | Association | http://www.maisondulivre.nc/                                   |
| Occitanie                  | Occitanie livre & lecture                                            | Association | http://www.occitanielivre.fr/                                  |
| Pays de la Loire           | Mobilis                                                              | Association | https://www.mobilis-paysdelaloire.fr/                          |
| Provence-Alpes-Côte d'Azur | Agence régionale du livre en Provence-Alpes-Côte d'Azur              | Association | http://www.livre-paca.org                                      |
| La Réunion                 | La Réunion des livres                                                | Association | http://www.la-reunion-des-livres.re/                           |

L'agence Auvergne-Rhône-Alpes pour le livre et la documentation (Arald) et l'agence guyanaise ne sont pas membres de la FILL. 